# ليفي مارينغو
ليفي مارينغو (بالهولندية: Levi Marengo)‏ هو لاعب كرة قدم هولندي، ولد في 20 يناير 1987 في باراماريبو في سورينام. لعب مع نادي تلستار ‏.

## وصلات خارجية
- ليفي مارينغو على موقع قاعدة بيانات كرة القدم.إي يو (الإنجليزية)